# Bulgaria ai Giochi della XXVIII Olimpiade
La Bulgaria partecipò ai Giochi della XXVIII Olimpiade, svoltisi ad Atene, Grecia, dal 13 al 29 agosto 2004, con una delegazione di 95 atleti impegnati in diciannove discipline.